# Mônaco nos Jogos Olímpicos de Verão de 2000
Mônaco participou dos Jogos Olímpicos de Verão de 2000 em Sydney, Austrália.